# Championnat d'Écosse de football 1975-1976
Navigation
Édition précédente Édition suivante
La 79e édition du championnat d'Écosse de football est remportée par le Rangers Football Club. C’est le 36e titre de champion et le deuxième consécutif du club de Glasgow. Les Rangers  l’emportent avec 6 points d’avance sur le Celtic FC. Hibernian Football Club complète le podium.
Le championnat de première division est réduit avec la participation de 10 clubs contre 18 la saison précédente. Le nombre de matchs disputés lors de la saison n’en est pas réduit pour autant. La formule de la compétition change. Au lieu d’affronter deux fois chaque équipe avec un match à la maison et un match à l’extérieur, la nouvelle formule de la compétition prévoit que chaque équipe rencontrera quatre fois les autres équipes engagées dans le championnat avec deux matchs joués à la maison et deux matchs joués à l’extérieur. Cela fait donc au total 36 matchs joués pour chaque équipe contre 34 la saison précédente.
Le système de promotion/relégation reprend sa place: descente et montée automatique, sans matchs de barrage pour les deux derniers de première division et les deux premiers de deuxième division. Dundee FC et Saint Johnstone descendent en deuxième division. Ils sont remplacés pour la saison 1976/77 par Partick Thistle FC et Kilmarnock FC.
Avec 24 buts marqués en 36 matchs, Kenny Dalglish du Celtic Football Club remporte pour la première fois le classement des meilleurs buteurs du championnat.

## Les clubs de l'édition 1975-1976
| \| Aberdeen FC Glasgow · Celtic - Rangers Dundee · Dundee FC-United Édimbourg · Heart - Hibernian Saint Johnstone Ayr United Motherwell FC \| Localisation des clubs engagés dans le championnat. |
| Aberdeen FC Glasgow · Celtic - Rangers Dundee · Dundee FC-United Édimbourg · Heart - Hibernian Saint Johnstone Ayr United Motherwell FC                                                           |

| Club                              | Ville      |
| --------------------------------- | ---------- |
| Aberdeen Football Club            | Aberdeen   |
| Ayr United Football Club          | Ayr        |
| Celtic Football Club              | Glasgow    |
| Dundee Football Club              | Dundee     |
| Dundee United Football Club       | Dundee     |
| Heart of Midlothian Football Club | Édimbourg  |
| Hibernian Football Club           | Leith      |
| Motherwell Football Club          | Motherwell |
| Rangers Football Club             | Glasgow    |
| Saint Johnstone Football Club     | Perth      |

## Compétition

### Classement
Le classement est établi sur le barème de points classique (victoire à 2 points, match nul à 1, défaite à 0).
| Rang | Équipe              | Pts | J  | G  | N  | P  | Bp | Bc | Diff |
| ---- | ------------------- | --- | -- | -- | -- | -- | -- | -- | ---- |
| 1    | Rangers FC T+C      | 54  | 36 | 23 | 8  | 5  | 60 | 24 | +36  |
| 2    | Celtic FC           | 48  | 36 | 21 | 6  | 9  | 71 | 42 | +29  |
| 3    | Hibernian FC        | 43  | 36 | 18 | 7  | 11 | 55 | 43 | +12  |
| 4    | Motherwell FC       | 40  | 36 | 16 | 8  | 12 | 53 | 49 | +4   |
| 5    | Heart of Midlothian | 35  | 36 | 13 | 9  | 14 | 39 | 45 | -6   |
| 6    | Ayr United          | 33  | 36 | 14 | 5  | 17 | 46 | 59 | -13  |
| 7    | Aberdeen FC         | 32  | 36 | 11 | 10 | 15 | 49 | 50 | -1   |
| 8    | Dundee United       | 32  | 36 | 12 | 8  | 16 | 46 | 48 | -2   |
| 9    | Dundee FC           | 32  | 36 | 11 | 10 | 15 | 49 | 62 | -13  |
| 10   | Saint Johnstone     | 11  | 36 | 3  | 5  | 28 | 29 | 79 | -50  |

| Légende : Qualifications et relégations | Légende : Qualifications et relégations                                        |
| --------------------------------------- | ------------------------------------------------------------------------------ |
|                                         | Coupe d'Europe des Clubs champions 1976-1977                                   |
|                                         | Coupe d'Europe des vainqueurs de coupe 1976-1977                               |
|                                         | Coupe UEFA 1976-1977                                                           |
|                                         | Relégation en deuxième division                                                |
|                                         | T : Tenant du titre C : Vainqueurs de la Coupe d'Écosse de football P : Promus |

## Bilan de la saison
| Tableau d'Honneur                |            |
| Compétition                      | Vainqueur  |
| Championnat d'Écosse de football | Rangers FC |
| Coupe d'Écosse de football       | Rangers FC |

| Promotions et relégations |                                  |
| Promus                    | Partick Thistle FC Kilmarnock FC |
| Relégués                  | Saint Johnstone Dundee FC        |

## Statistiques

### Meilleur buteur
- Kenny Dalglish, Celtic Football Club 24 buts